# Horváth Ignác (tanár)
Horváth Ignác (Pest, 1843. július 25. – Budapest, 1881. április 18.) gépészmérnök, egyetemi tanár; a Magyar Tudományos Akadémia levelező tagja (1874).

## Pályája
Apját korán elvesztette, anyja és mint gyámja, Szabóky Adolf tanár nevelte. A pesti főreáliskola elvégzése után, 1861-ben beiratkozott a József-műegyetemre, hajlama a gépészmérnöki szakra vonzotta. Az 1864–1865-ös tanév második felében még mint egyetemi hallgató az erőműgéptani- és gépszerkezettani tanszék tanársegédjévé nevezték ki, 1866-ban pedig a Helytartótanács két évre szóló utazási segélyt engedélyezett neki, hogy külföldön az erőmű- és gépészettanban továbbképezhesse magát. Az 1866–1867-es tanévet a zürichi egyetemen töltötte. A budapesti műegyetemen az erőműgéptan új tanszékére hirdetett sikeres pályázatával 1867-ben segédtanári kinevezést nyert, de engedélyt kapott külföldi tanulmányainak befejezésére. Az 1868–1869-es éveket Franciaországban, főleg Párizsban töltötte az erőmű- és géptan tanulmányozásával, többnyire Henri Tresca és Phillips tanárok vezetése alatt. Hazatérése után az 1869–1870-es tanévben mint segédtanár kezdte előadásait, 1869. december 29-én rendes tanárrá nevezték ki. A gyenge szervezetű fiatal tanár egészsége azonban megrendült. Az 1870–1871-es tanév II. félévétől betegsége miatt nem tartott előadásokat, ideje nagy részét Nizzában és Menton-ban kellett töltenie. Tanári működését az 1872–1873. tanévtől kisebb szünetekkel folytatta. 1874. május 28-án a Magyar Tudományos Akadémia levelező tagnak választotta. Az 1880–1881-es tanévben betegségével küzdve még megtartotta a műszaki mechanikai és alkalmazott hidraulikai előadásait, de 1881 tavaszán önmaga vetett véget életének.
Cikkei jelentek meg a Magyar Tudományos Akadémia Értesítőjében (1867. Poncelet tételének egyszerű levezetése s általánosítása; 1878. Az 1876. vizáradás alkalmából Budapesten tett vizmérésekről. székfoglaló; 1880. A viz sebességének változásáról); a párizsi L'Institut c. folyóiratban (1868. Sur les valeurs aproximatives et rationelles des radicaux); a Reformban (1871. 64. sz. De Gerando-Teleki család); a berlini Allg. deutsche polytechn. Zeitungban (1874. Der neu verbesserte Dynamometer des Professors Dr. Hartig.).

## Munkái
- A budapesti m. k. műegyetem erőműszaki munkatermének műszerei és készülékei. Pest, 1873. (Különnyomat a M. Mérnök- és Építész Egylet közlönyéből, kilenc ábrával.)
- Az iparos oktatás Bajorhonban, tekintettel honi viszonyainkra. Budapest, 1873. (Németül: Nürnberg, 1875.)
- Dynamometer für Arbeitsmaschinen. Budapest, 1873.
- Mechanika. I. rész. Kinematika. 1. kötet. A pont kinematikája. A szöveg közé nyomott 102 fametszetű ábrával. Budapest, 1874.
- Közlemények a magyar kir. József-műegyetem műszaki mechanikai laboratoriuma részéről. 1. füzet. Budapest, 1878.
- A belföldi bányákban termelt burkolatkövek kőzettani s erőműtani vizsgálata. Budapest, 1878. (Szabó Józseffel együtt.)

Kőnyomatban előadásai után: A hydraulika fogalma 1880.; Statika; Műszaki mechanica 1881.
Kézirati munkái: Technische Mechanik. I. Theil. Notirt nach den Vorträgen Prof. Dr. Zeuners. Zürich, 1867. (a Magyar Nemzeti Múzeum kézirattárában, 8r. 578 lap). Legjelentékenyebb munkáját, a Duna folyam vízsebességének méréseiről, több évi fáradhatatlan munkássága eredményét, szintén kéziratban hagyta hátra.